# WHQL
Windows Hardware Quality Labs, in sigla WHQL, è una certificazione concessa da Microsoft a quei prodotti informatici hardware o software che hanno superato un test di compatibilità eseguito dai Microsoft Compatibility Labs. La certificazione ottenuta da un prodotto è indicata dal logo  Certified for Windows, che può riferirsi anche a qualche specifica versione di tale sistema operativo.
Alcuni driver che hanno ottenuto tale certificazione vengono resi disponibili per il download dalla Microsoft stessa attraverso Windows Update, che ne segnala la disponibilità se e quando rileva che su un computer è installata una versione meno aggiornata.